# Book Forum Lviv

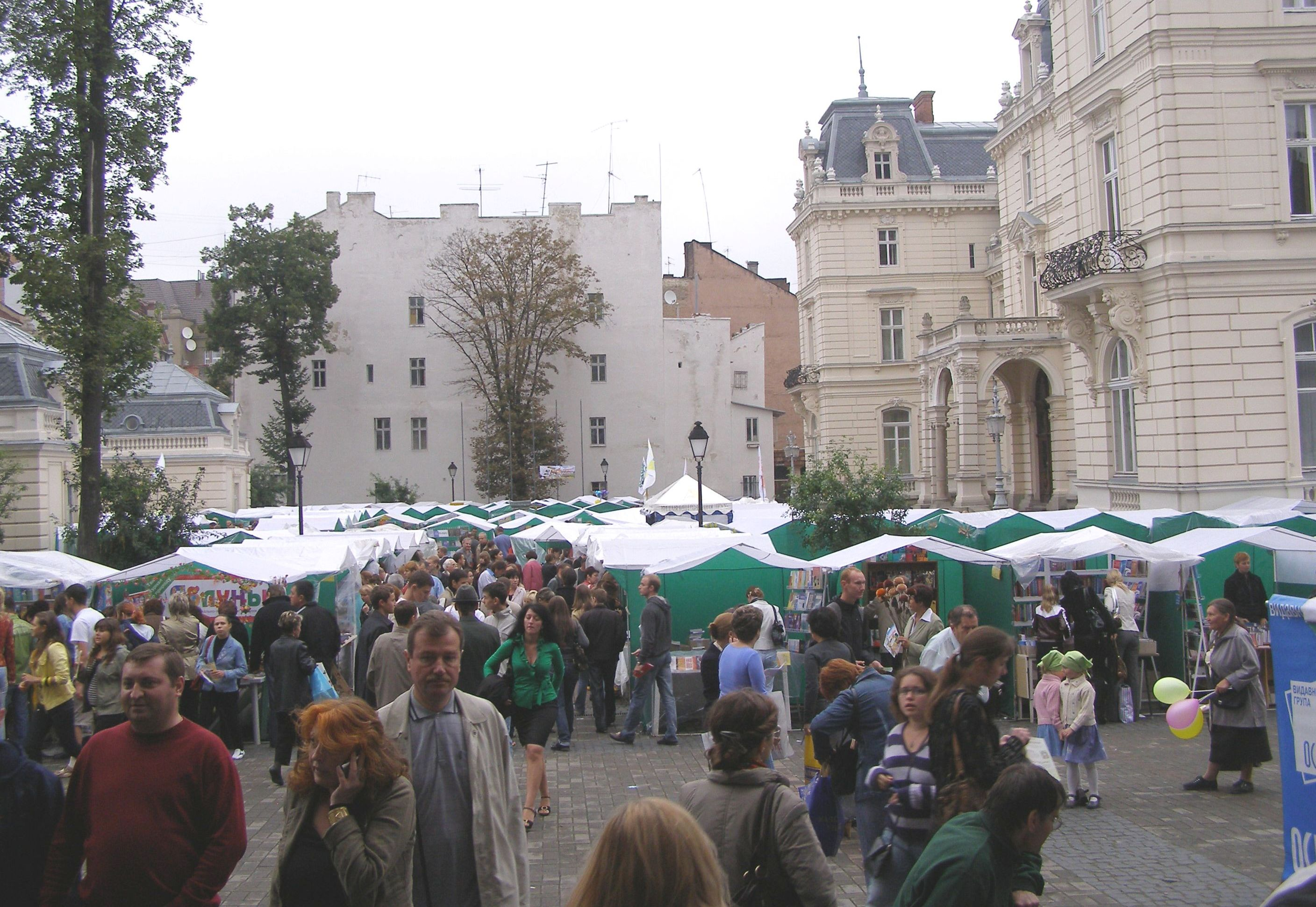
Lwiwer Buchforum 2008 vor dem Potocki-Palast.

Das Book Forum Lviv bzw. Lwiwer Buchforum, wie es vor 2018 hieß, ist die größte Buchmesse der Ukraine. Sie findet seit 1994 statt.
Die Leitung der als Bürgerliche Organisation bestehenden Veranstaltung hat sein Anbeginn Oleksandra Kowal inne.
Im September 2005 zählte sie 60.000 Besucher. Über 700 Verlage zeigten ihre Produkte im als Ausstellungsraum dienenden ehemaligen Palast der Grafen Potocki, dessen Hof und in der Innenstadt von Lwiw.
Ab 2001 nahmen eine Reihe deutscher Autoren an der Buchmesse und dem mit ihr verbundenen Literaturfestival teil. Unter anderen besuchten aus diesem Anlass Judith Hermann, Marcel Beyer, Thomas Brussig, Ingo Schulze Lwiw. Insbesondere durch die ausgreifenden Netze des Meridian Czernowitz folgten später viele weitere deutsche, österreichische und schweizerische Autoren. 2005 hatte mit Unterstützung des Auswärtigen Amts die Frankfurter Buchmesse einen Gemeinschaftsstand. Hier und in einigen weiteren Jahren wurden Neuerscheinungen und Übersetzungen ukrainischer Autoren ins Deutsche gezeigt.
Suhrkamp und das Goethe-Institut stellten sich mit deutschen Gegenwartsautoren vor. Neben der Lwiwer Veranstaltung versucht sich seit Jahren in Kiew mit bislang viel geringerer Ausstrahlung und Beteiligung, aber in den schöneren Räumen des staatlichen "Mystezkyj Arsenal" eine zweite Buchmesse zu etablieren, das Kiewer Buch-Arsenal, welche inzwischen jeweils im April stattfindet.

## Geschichte
Das Forum wurde 1994 von Oleksandra Koval gegründet und erstmals im September durchgeführt mit einer Buchmesse und einer Reihe von 25 Fach- und Literaturveranstaltungen statt.
Der Preis von Bürgerliche Organisation für das beste Buch wurde 1995 ins Leben gerufen.
Ausländische Gäste begannen sich 2001 zu beteiligen.
Der Preis fur der beste junge Leser in der ukraine wurde 2002 gegründet. Schließlich nahmen 500.000 Kinder daran teil.
Ein jährliches Charity-Event, “Present a Child with a Book!”, wurde 2006 gegründet.
Das Literary Festival sollte 2006 international sein. 
Der Preis fur der beste junge Leser in der ukraine und das Festival „Bookmania“ betrat 2006 das “Publishers’ Forum fur Kinder”.
Ein Wirtschaftsforum ward 2007 eingerichtet.
Die Autorin Laryssa Denyssenko musste 2017 ihren Vortrag im Forum absagen. Die Organisatoren der Veranstaltung hatten Drohungen erhalten, darunter einen Brief von 15 rechtsradikalen nationalistischen Gruppen, basierend auf dem Inhalt ihres Kinderbuchs, das homosexuelle Eltern enthielt.
Aufgrund der COVID-19-Pandemie ward es 2020 online abgehalten. 2022 fand das BookForum mit limitierter Teilnehmerzahl im Luftschutzraum des Scheptyzkyj-Zentrums der Ukrainischen Katholischen Universität und ausschließlich als Reihe von 18 Diskussionspanels und Gesprächen statt. 2023 fand die 30. Edition des Forums, wie schon 2022 unterstützt vom britischen Hay Festival, im Pulverturm gegenüber vom Denkmal des ostslawischen Erstdruckers Iwan Fjodorows mit dem umliegenden Bücherflohmarkt statt.